# Actophylla varendorffiana
Actophylla varendorffiana är en skalbaggsart som först beskrevs av Max Bernhauer och Otto Scheerpeltz 1926.  Actophylla varendorffiana ingår i släktet Actophylla, och familjen kortvingar. Arten har ej påträffats i Sverige.